# Calappa pokipoki
Calappa pokipoki är en kräftdjursart som beskrevs av Ng 2000. Calappa pokipoki ingår i släktet Calappa och familjen Calappidae. Inga underarter finns listade i Catalogue of Life.